# Hauterive-la-Fresse
Pour les articles homonymes, voir Hauterive et Fresse.
Hauterive-la-Fresse est une ancienne commune française située dans le département du Doubs, et la région administrative Bourgogne-Franche-Comté. Elle est associée aux communes de La Longeville, Montbenoît, Montflovin et Ville-du-Pont pour former la commune nouvelle de Pays-de-Montbenoît.

## Géographie

### Localisation
Hauterive-la-Fresse est un village du Saugeais dans le  massif du Jura, situé dans la région culturelle et historique de Franche-Comté, frontalier avec la Suisse.
Une variante du sentier de grande randonnée GR 5 y passe.
Il est situé dans l'aire d'attraction de Pontarlier, ainsi que dans la zone d'emploi et dans le bassin de vie de cette ville.

### Communes limitrophes
Les communes limitrophes sont  Les Alliés.

### Géologie et relief
La superficie de la commune est de 7,46 km2 ; son altitude varie de 778  à   1 210 mètres.

### Hydrographie

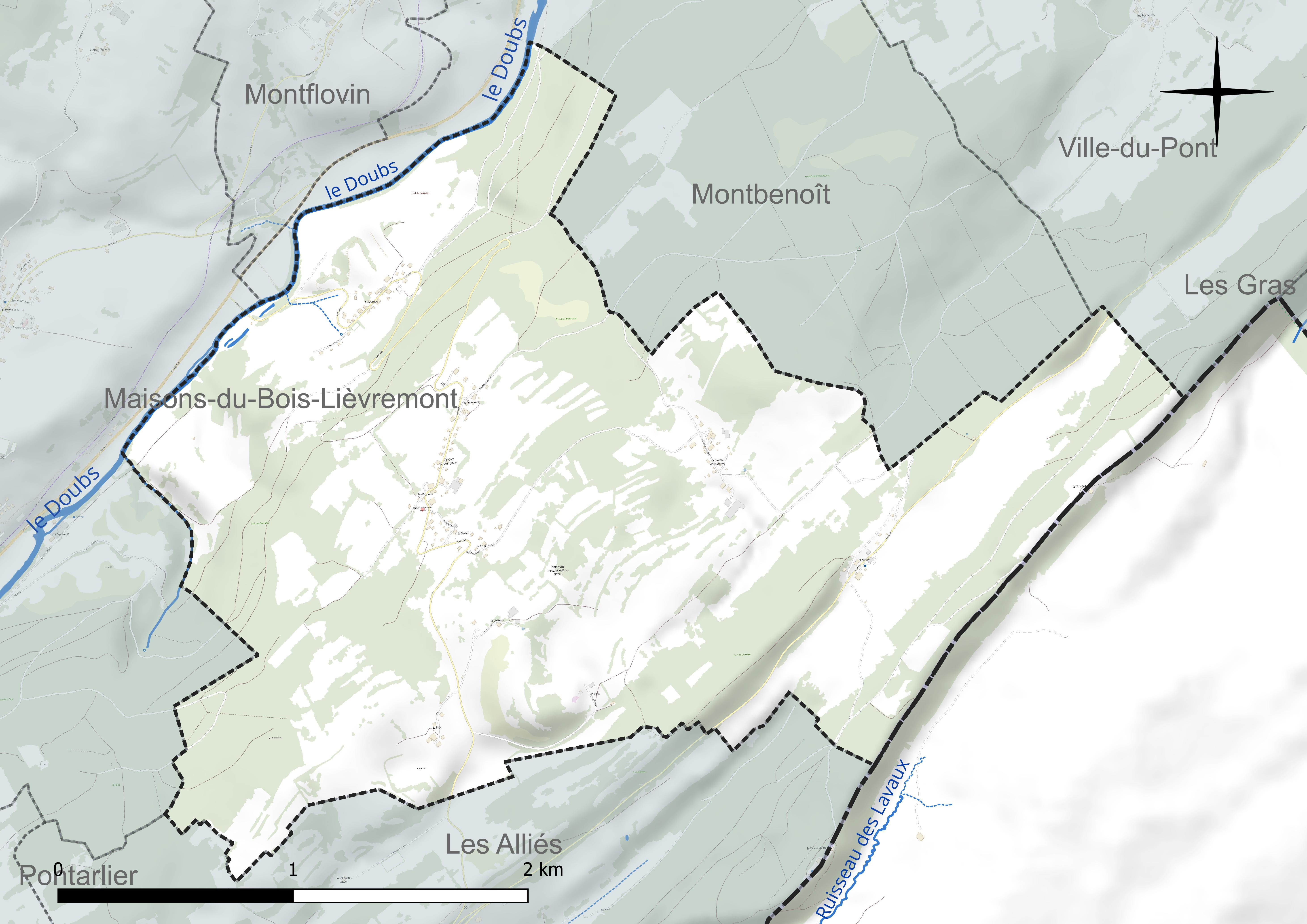
Carte hydrographique de la commune.

Le territoire communal est limité à l'ouest par le lit du Doubs, un affluent de la Saône et donc un sous-affluent du fleuve le Rhône.

### Climat
Pour des articles plus généraux, voir Climat de la Bourgogne-Franche-Comté et Climat du Doubs.
En 2010, le climat de la commune est de type climat de montagne, selon une étude du Centre national de la recherche scientifique s'appuyant sur une série de données couvrant la période 1971-2000. En 2020, Météo-France publie une typologie des climats de la France métropolitaine dans laquelle la commune est exposée à un climat de montagne ou de marges de montagne et est dans la région climatique Jura, caractérisée par une forte pluviométrie en toutes saisons (1 000 à 1 500 mm/an), des hivers rigoureux et un ensoleillement médiocre.
Pour la période 1971-2000, la température annuelle moyenne est de 6,5 °C, avec une amplitude thermique annuelle de 16,3 °C. Le cumul annuel moyen de précipitations est de 1 644 mm, avec 13,5 jours de précipitations en janvier et 11,8 jours en juillet. Pour la période 1991-2020, la température moyenne annuelle observée sur la station météorologique de Météo-France la plus proche, « Pontarlier », sur la commune de Pontarlier à 10 km à vol d'oiseau, est de 8,8 °C et le cumul annuel moyen de précipitations est de 1 463,6 mm. 
La température maximale relevée sur cette station est de 38 °C, atteinte le 25 juillet 2019 ; la température minimale est de −32 °C, atteinte le 12 janvier 1987,,.
Les paramètres climatiques de la commune ont été estimés pour le milieu du siècle (2041-2070) selon différents scénarios d'émission de gaz à effet de serre à partir des nouvelles projections climatiques de référence DRIAS-2020. Ils sont consultables sur un site dédié publié par Météo-France en novembre 2022.

## Urbanisme

### Typologie
Au 1er janvier 2024, Hauterive-la-Fresse est catégorisée commune rurale à habitat dispersé, selon la nouvelle grille communale de densité à 7 niveaux définie par l'Insee en 2022.
Elle est située hors unité urbaine. Par ailleurs la commune fait partie de l'aire d'attraction de Pontarlier, dont elle est une commune de la couronne,. Cette aire, qui regroupe 54 communes, est catégorisée dans les aires de moins de 50 000 habitants,.

### Occupation des sols

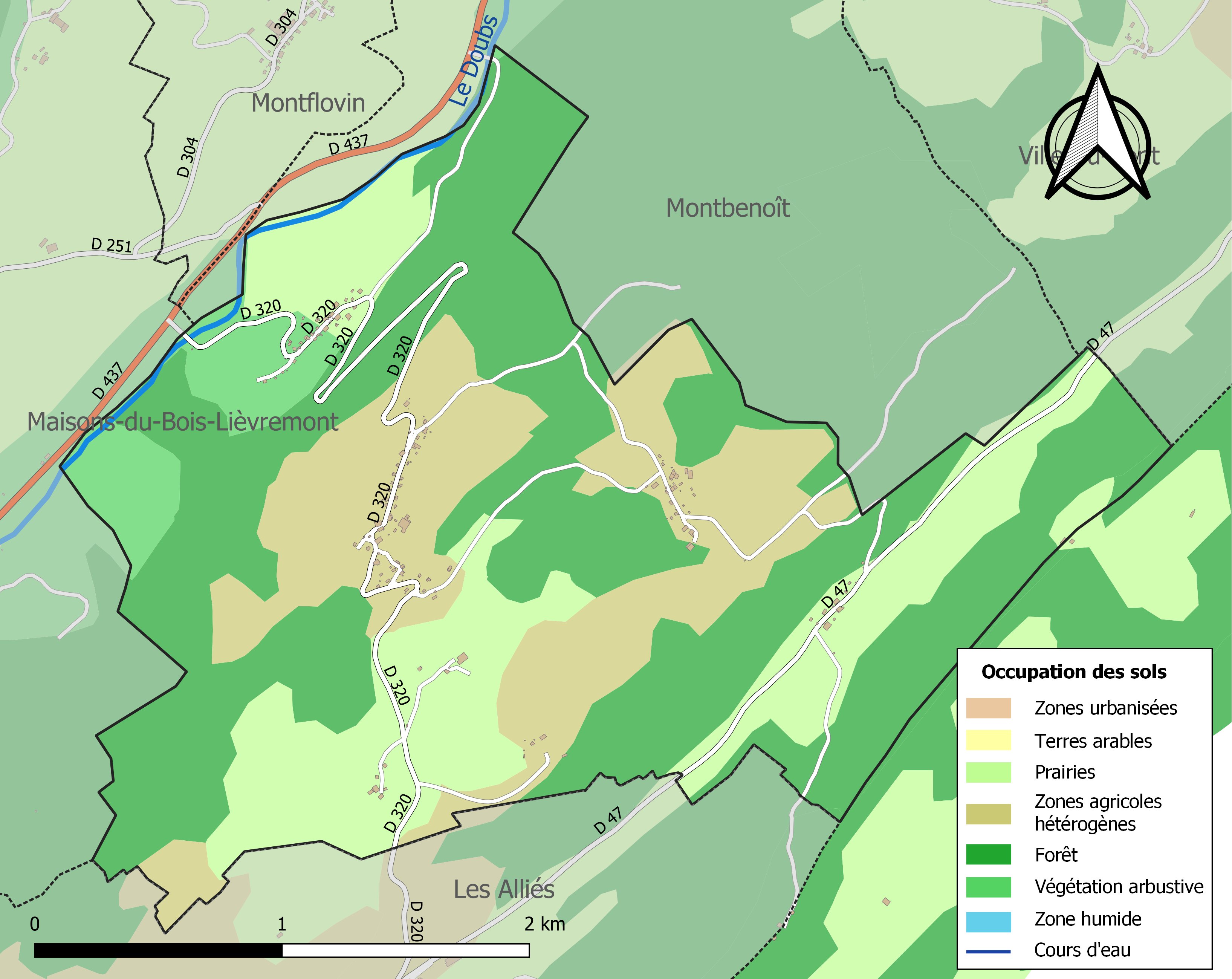
Carte des infrastructures et de l'occupation des sols de la commune en 2018 (CLC).

L'occupation des sols de la commune, telle qu'elle ressort de la base de données européenne d’occupation biophysique des sols Corine Land Cover (CLC), est marquée par l'importance des forêts et milieux semi-naturels (52,2 % en 2018), une proportion sensiblement équivalente à celle de 1990 (51,9 %). La répartition détaillée en 2018 est la suivante : 
forêts (46,9 %), zones agricoles hétérogènes (24 %), prairies (23,8 %), milieux à végétation arbustive et/ou herbacée (5,3 %).
L'évolution de l’occupation des sols de la commune et de ses infrastructures peut être observée sur les différentes représentations cartographiques du territoire : la carte de Cassini (XVIIIe siècle), la carte d'état-major (1820-1866) et les cartes ou photos aériennes de l'IGN pour la période actuelle (1950 à aujourd'hui).

### Lieux-dits, hameaux et écarts
La commune compte plusieurs hameaux : la Combe d'Hauterive, la Fresse, la Pria et Hauterive.

### Habitat et logement
En 2021, le nombre total de logements dans la commune était de 116, alors qu'il était de 108 en 2016 et de 98 en 2011.
Parmi ces logements, 76,5 % étaient des résidences principales, 18,1 % des résidences secondaires et 5,4 % des logements vacants. Ces logements étaient pour 77,1 % d'entre eux des maisons individuelles et pour 21 % des appartements.
Le tableau ci-dessous présente la typologie des logements à Hauterive-la-Fresse en 2021 en comparaison avec celle du Doubs et de la France entière. Une caractéristique marquante du parc de logements est ainsi une proportion de résidences secondaires et logements occasionnels (18,1 %) supérieure à celle du département (4,2 %) et à celle de la France entière (9,7 %). 
| Typologie                                               | Hauterive-la-Fresse | Doubs | France entière |
| ------------------------------------------------------- | ------------------- | ----- | -------------- |
| Résidences principales (en %)                           | 76,5                | 87,2  | 82,2           |
| Résidences secondaires et logements occasionnels (en %) | 18,1                | 4,2   | 9,7            |
| Logements vacants (en %)                                | 5,4                 | 8,5   | 8,1            |

### Voies de communication et transports
La commune est tangentée par l'ancienne route nationale 437 (actuelle RD 437). Le haut de son territoire ets desservi par la RD 47.

## Toponymie
Hauterive en 1305 ; Auterive en 1690.
Hauterive-la-Fresse fait partie du Saugeais.

## Histoire
La commune de Hauterive, instituée par la Révolution française, absorbe en 1823 celle de La Fresse et prend le nom nom de Hauterive-la-Fresse.
Le village a été durement touché par la crue du Doubs de 1910.
Les communes de Hauterive-la-Fresse, La Longeville, Montbenoît, Montflovin et Ville-du-Pont, qui s'étaient déjà regroupées dans le cadre   du syndicat du Pays de Montbenoît, et partagent l'école et son périscolaire, l'église (l’abbaye de Montbenoît), le monument aux morts, le gymnase et le bureau de poste, ont décidé de se regrouper formellement afin de réaliser des économies d'échelle et d'obtenir plus facilement des subventions, notamment pour l'abbaye et le patrimoine,,,,
pour former, le 1er janvier 2025, la commune nouvelle de Pays-de-Montbenoît à la suite d'un arrêté préfectoral du 25 septembre 2024.

## Politique et administration

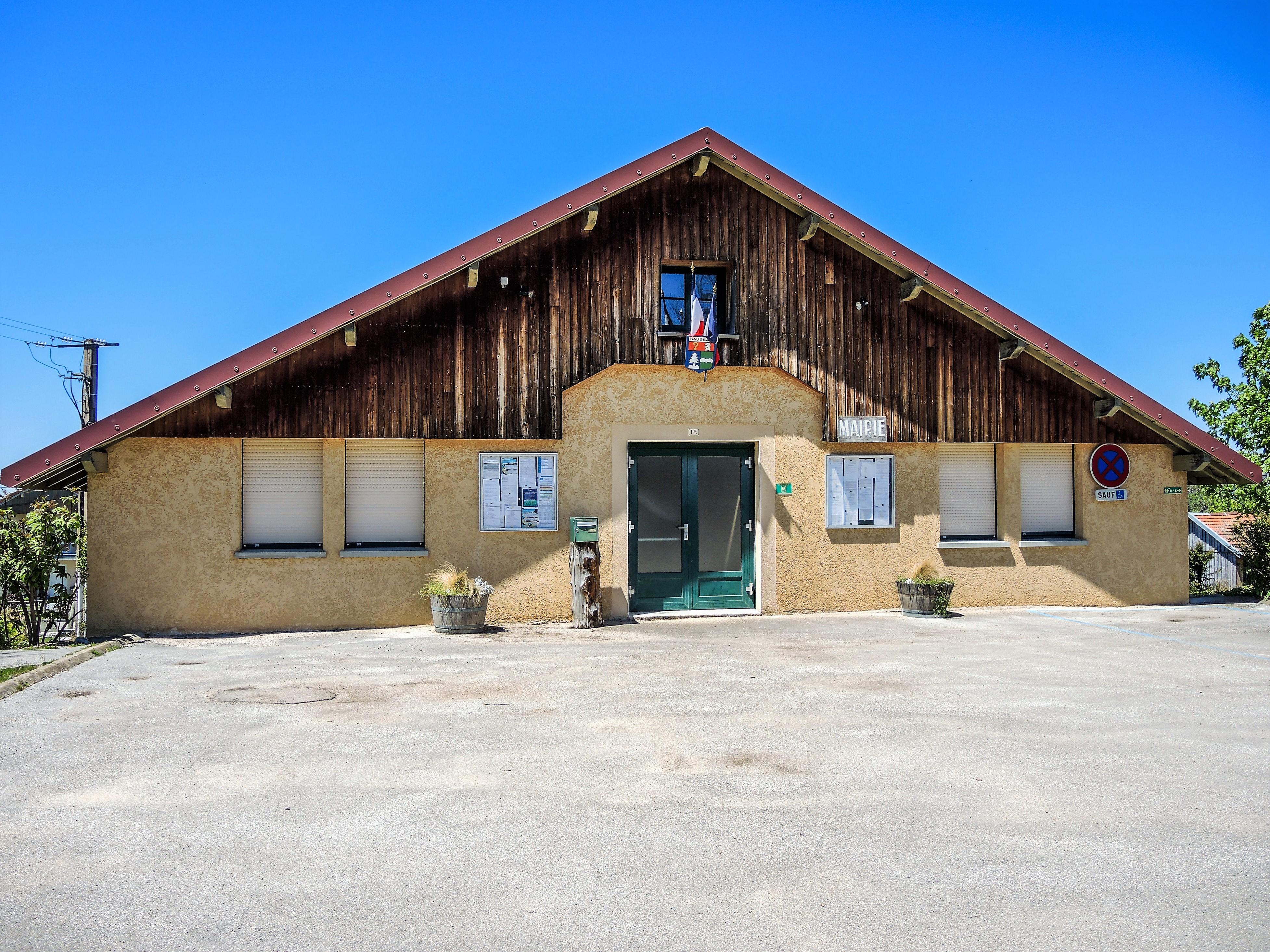
La mairie.

### Rattachements administratifs et électoraux

#### Rattachements administratifs
La commune se trouve dans l'arrondissement de Pontarlier du département du Doubs.
Elle faisait partie depuis 1802 du canton de Montbenoît. Dans le cadre du redécoupage cantonal de 2014 en France, cette circonscription administrative territoriale a disparu, et le canton n'est plus qu'une circonscription électorale.

#### Rattachements électoraux
Pour les élections départementales, la commune fait partie depuis 2014 du canton d'Ornans.
Pour l'élection des députés, elle fait partie de la cinquième circonscription du Doubs.

### Intercommunalité
Hauterive-la-Fresse est membre de la communauté de communes de Montbenoît, un établissement public de coopération intercommunale (EPCI) à fiscalité propre créé fin 1992 et auquel la commune a transféré un certain nombre de ses compétences, dans les conditions déterminées par le code général des collectivités territoriales.

### Liste des maires
| Période                                  | Période                                        | Identité                | Étiquette | Qualité                                   |
| ---------------------------------------- | ---------------------------------------------- | ----------------------- | --------- | ----------------------------------------- |
| Les données manquantes sont à compléter. |                                                |                         |           |                                           |
| mars 2001                                | juillet 2020                                   | Gilbert Dornier         | DVG       | Agriculteur retraité                      |
| juillet 2020                             | 2022                                           | Emma Jacquet-Pierroulet |           | Démissionnaire                            |
| février 2023                             | En cours (au 23 janvier 2024[réf. nécessaire]) | Philippe Drezet         |           | Ingénieur ou cadre technique d'entreprise |

## Équipements et services publics
L’Observatoire astronomique de la Perdrix de l'AstroClub, le club d'astronomie du Haut-Doubs, est implanté dans la commune,.

### Eau et déchets
Le réseau d'addiction en eau potable de la commune, alimenté depuis la commune de Ville-du-Pont, est interconnecté en 2023 avec celui  de la communauté de communes du Grand Pontarlier.

## Population et société

### Démographie
L'évolution du nombre d'habitants est connue à travers les recensements de la population effectués dans la commune depuis 1793. Pour les communes de moins de 10 000 habitants, une enquête de recensement portant sur toute la population est réalisée tous les cinq ans, les populations de référence des années intermédiaires étant quant à elles estimées par interpolation ou extrapolation. Pour la commune, le premier recensement exhaustif entrant dans le cadre du nouveau dispositif a été réalisé en 2007.

En 2022, la commune comptait 227 habitants, en évolution de +2,25 % par rapport à 2016 (Doubs : +1,88 %, France hors Mayotte : +2,11 %).
| 1793 | 1800 | 1806 | 1821 | 1831 | 1836 | 1841 | 1846 | 1851 |
| ---- | ---- | ---- | ---- | ---- | ---- | ---- | ---- | ---- |
| 233  | 209  | 198  | 271  | 330  | 330  | 339  | 313  | 314  |

| 1856 | 1861 | 1866 | 1872 | 1876 | 1881 | 1886 | 1891 | 1896 |
| ---- | ---- | ---- | ---- | ---- | ---- | ---- | ---- | ---- |
| 314  | 318  | 307  | 261  | 242  | 271  | 239  | 242  | 252  |

| 1901 | 1906 | 1911 | 1921 | 1926 | 1931 | 1936 | 1946 | 1954 |
| ---- | ---- | ---- | ---- | ---- | ---- | ---- | ---- | ---- |
| 231  | 220  | 219  | 187  | 173  | 159  | 162  | 134  | 149  |

| 1962 | 1968 | 1975 | 1982 | 1990 | 1999 | 2006 | 2007 | 2012 |
| ---- | ---- | ---- | ---- | ---- | ---- | ---- | ---- | ---- |
| 120  | 124  | 92   | 89   | 103  | 145  | 198  | 205  | 210  |

| 2017 | 2022 | - | - | - | - | - | - | - |
| ---- | ---- | - | - | - | - | - | - | - |
| 225  | 227  | - | - | - | - | - | - | - |

### Cultes
La commune a la particularité de ne pas avoir d'église. Les fidèles catholiques se réunissent à l'abbaye de Montbenoît

## Économie
- L'auberge de la Perdrix, implantée dans une maison datant de 1684 implantée au-dessus du village à 1 100 m. d'altitude[30].

- La station de ski de fond Le Haut Saugeais Blanc y est implantée.
- Nombreux gites.

## Culture locale et patrimoine

### Lieux et monuments
- L'observatoire de la Perdrix.
- Point de vue aux Rochers du Cerf.
- Fermes anciennes des XVIIe et XVIIIe siècles[31], au Mont d'Hauterive (1656/1675)[32] et à Hauterive[33].

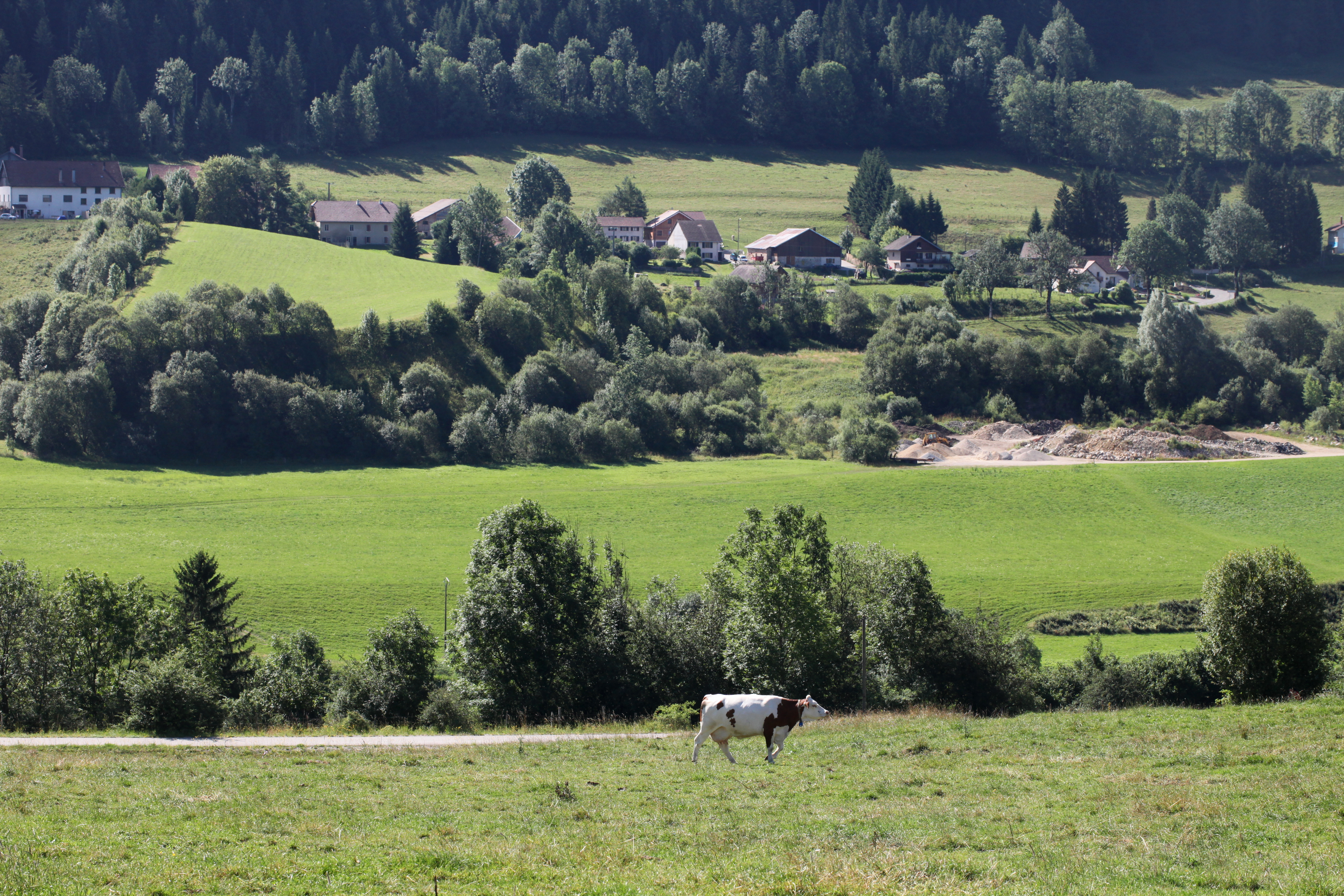
Vue du village.
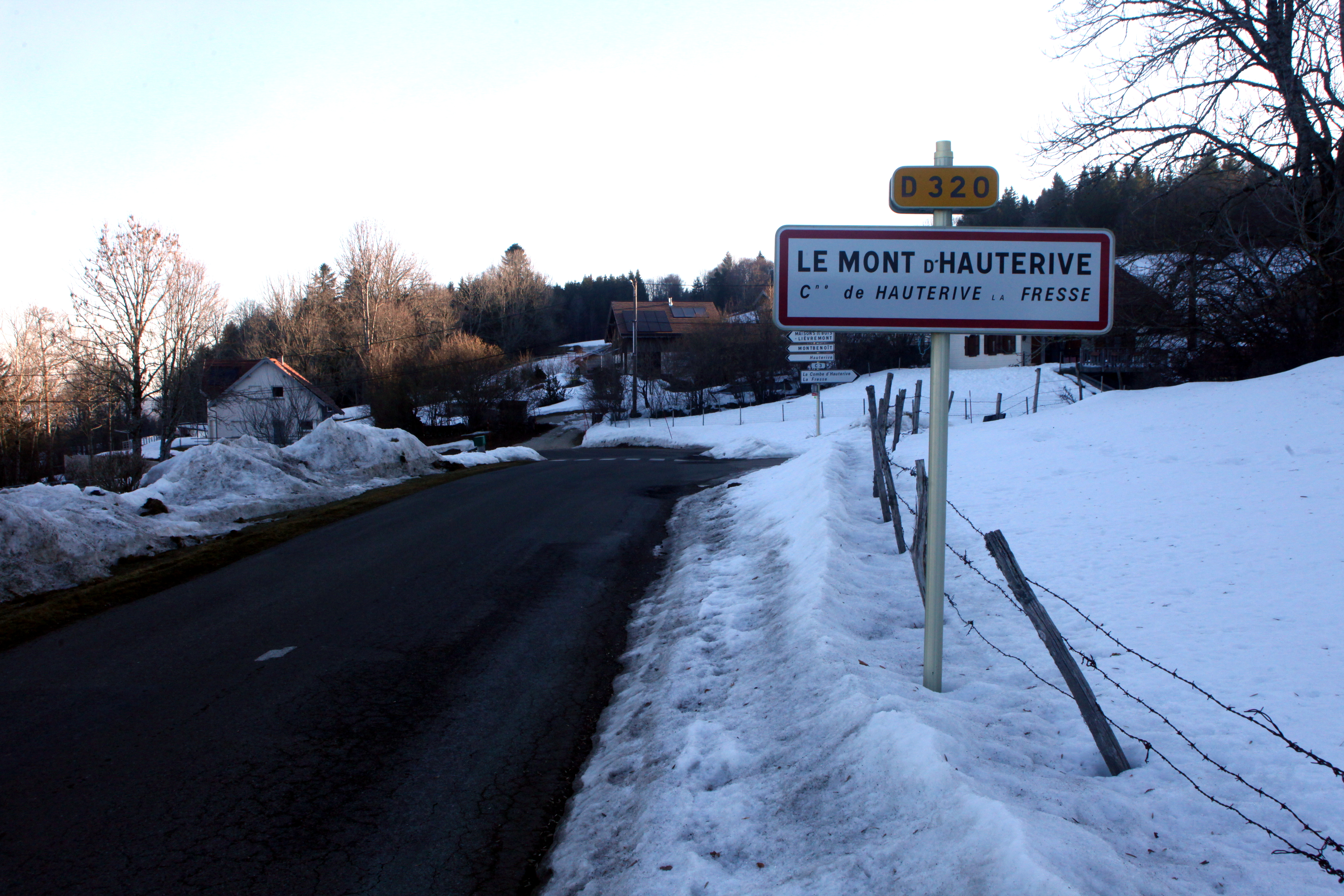
Le Mont d'Hauterive.
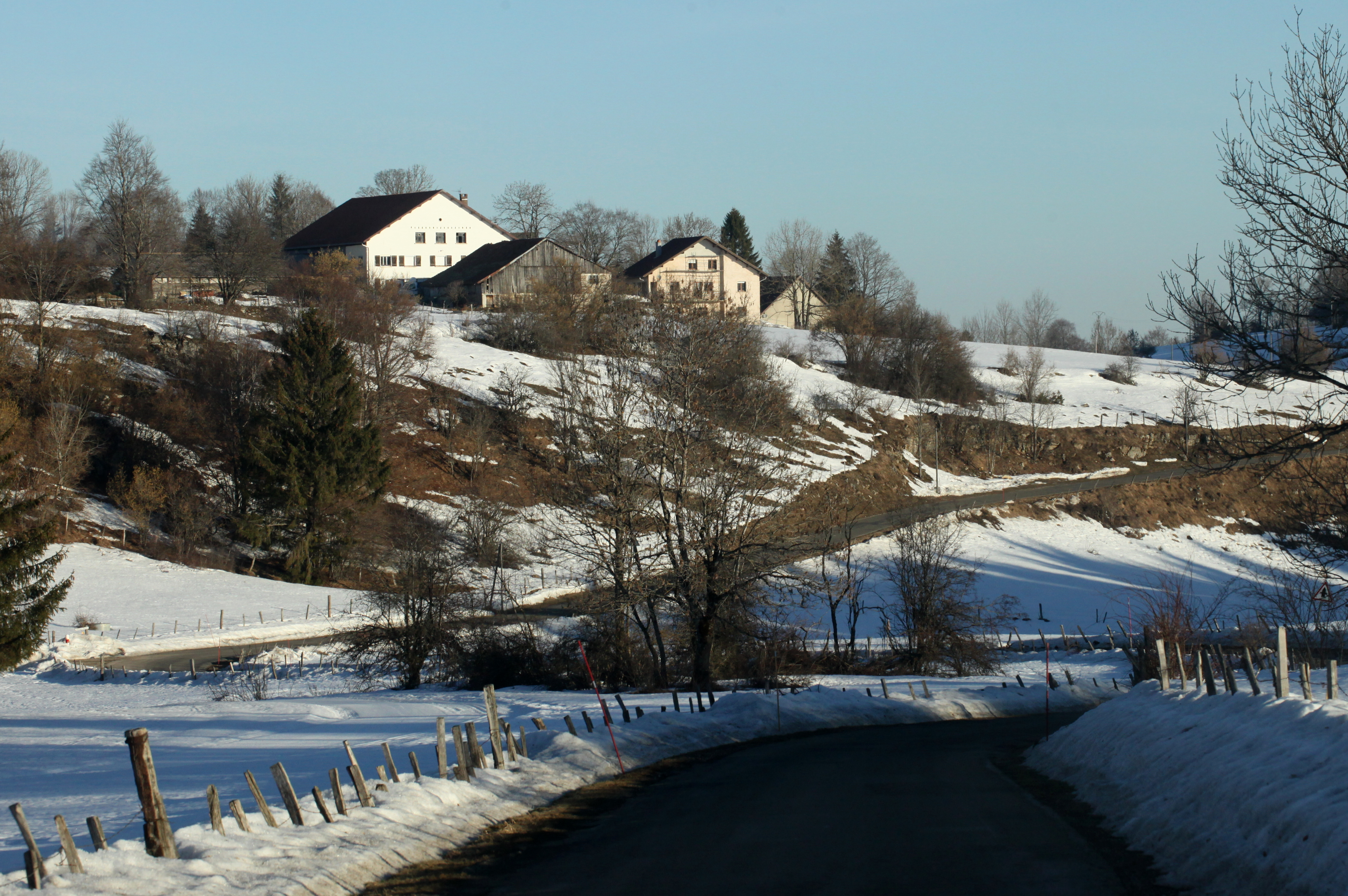
La Pria.
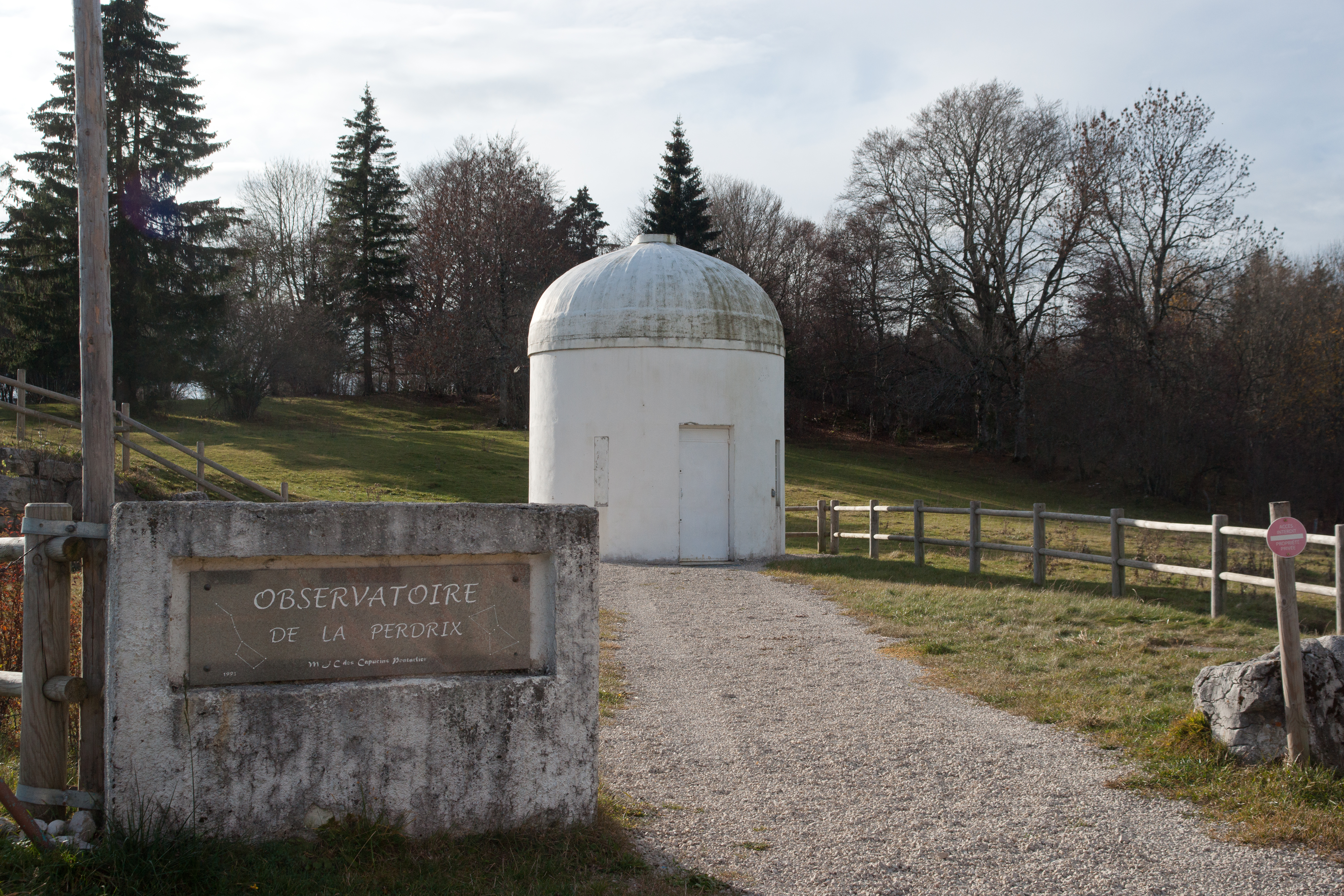
L'observatoire de la Perdrix.
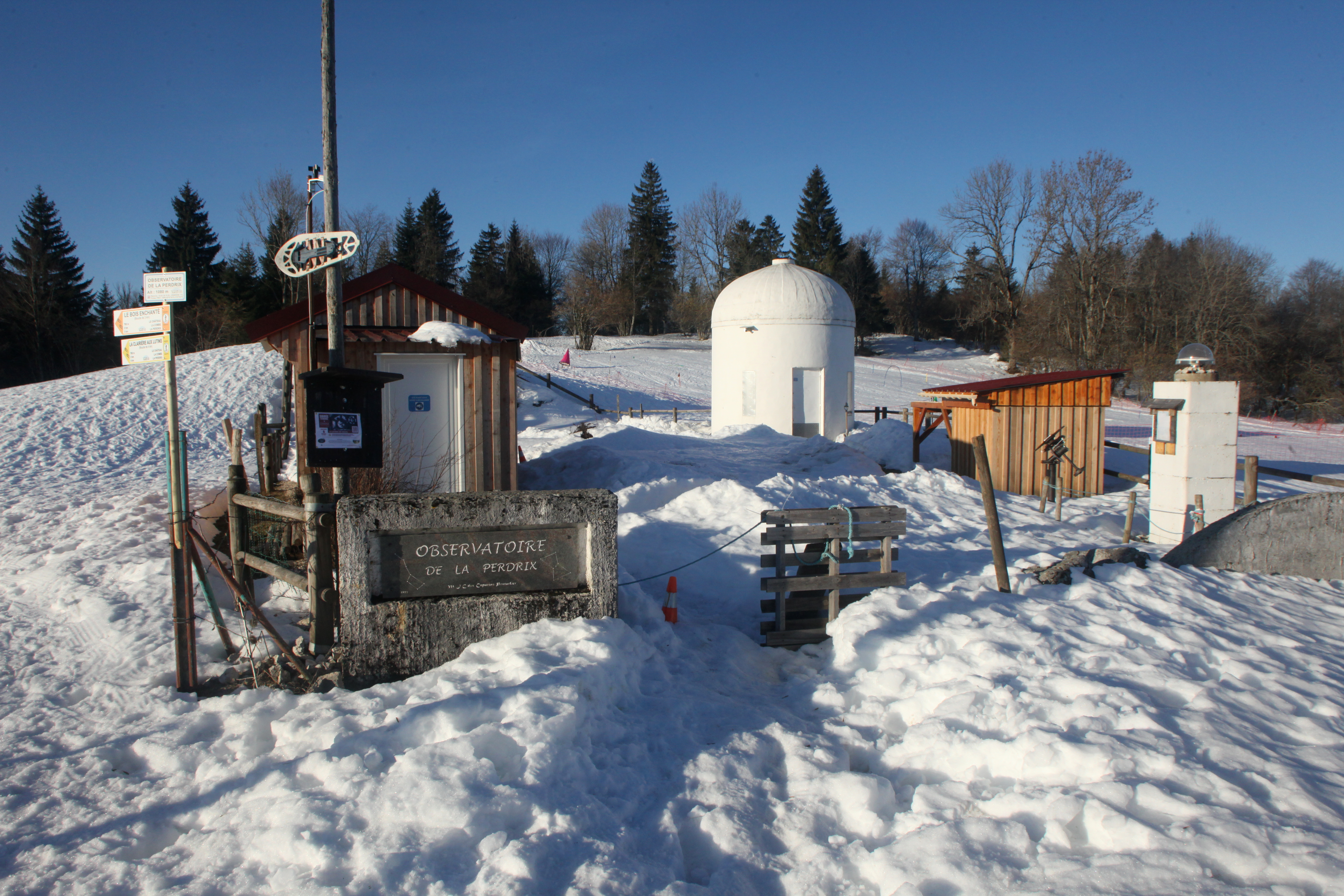
L'observatoire en hiver.
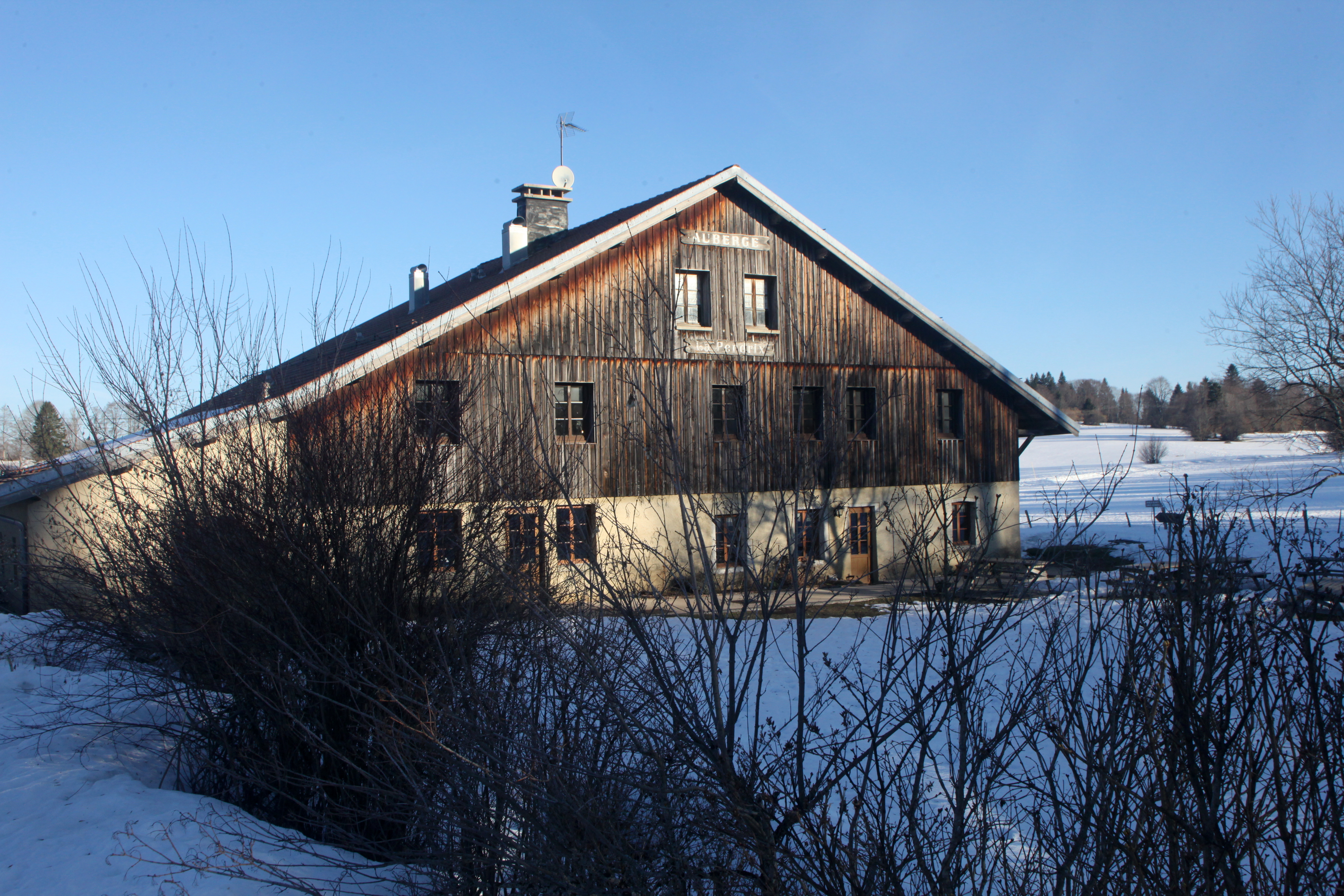
Auberge de la Perdrix.

## Pour approfondir